# Puerco Pibil

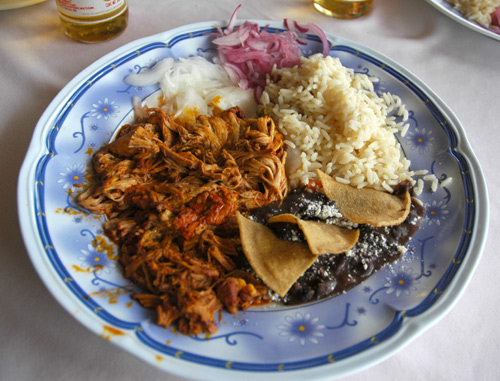
Cochinita pibil

Puerco Pibil eller Cochinita pibil är en mexikansk kryddig maträtt, närmare bestämt från det kryddstarka Yucatánköket. Rätten går även under namnet Cochinita Pibil vilket även det betyder "Gris Pibil" på spanska där Pibil kommer från maya med betydelsen kokad under jord. Grundkryddningen består av ajiote (Bixa orellana), sur apelsinjuice och vinäger samt chilipeppar (olika sorter beroende på önskad styrka). Det är vanligt att ha en lök / habaneroblandning som sås till.
Maträtten introducerades i Robert Rodriguez film Once Upon a Time in Mexico, där den galne Agent Sands kan ses äta rätten i nästan varenda scen som denna dyker upp i.